# Nertomarus római közkatona
Nertomarus egy kelta származású katona volt, aki idővel elnyerte a római polgárjogot.

## A polgárjog adományozásáról szóló okirat
„Imperator, Caesar, az isteni Nerva fia, Traianus, a legjobb Augustus, a germánok legyőzője, a dákok legyőzője, legfőbb pap, tribunusi hatalmának tizennyolcadik évében, hetedszer imperator, hatodszor consul, a haza atyja azoknak a lovas és gyalogos katonáknak, akik két lovas csapatban és hat gyalogoscsapatban szolgáltak (amelyek neve: a gaetulok első flaviusi, a Frontóról elnevezett, az alpesiek első, a montánok első, az alpesiek első, a luzitánok első, a második augustusi és nervai brit, a luzitánok harmadik, és amelyek Alsó-Pannoniában állomásoznak Publius Afranius Flavianus alatt), valamint az első augustusi is flaviusi britanniai ezres, római polgárjoggal kitüntetett lovascsapatban, amely hadjáratba vonult s akik huszonöt vagy több évi szolgálat letöltése után tisztességgel elbocsáttattak, s akiknek neve alább fel van sorolva, nekik, gyermekeiknek és leszármazottaiknak polgárjogot adott és házassági kiváltságot feleségükkel, akikkel akkor éltek, amikor polgárjogot kaptak, vagy, ha nőtlenek, azokkal, akiket később elvesznek, de mindegyiküknek csak eggyel, 
Szeptember Kalendáján, Lucius Lollianus Avitus és Lucius Messius Rusticus consulok évében.
A Lucius Calpurnius Honoratus parancsnoksága alatt állott, Frontóról elnevezett lovascsapat volt köz katonájának Nertomarusnak, Irducissa fiának, a boiusok törzsiből, és Custának, Magnus lányának, az ő feleségének, Aquincumból és Victornak, az ő fiának, Propinquusnak, az ő fiának és Bellának, az ő lányának.
Hiteles másolat arról a bronztábláról, amely Rémában van kifüggesztve az isteni Augustus temploma mögött, Minerva szentélyénél.”
Az okirat 114. szeptember elsején kelt.

## Nertomarus élete
A kelta nevű Nertomarus valahol a Fertő-tó vidékén született, körülbelül a 89. évben sorozták be az Ala Frontoniana nevű lovascsapatba, amely akkortájt a mai Bécs és Győr közötti Duna-part egyik táborában állomásozott. A csapattal együtt részt vett Domitianus császár dák háborújában, majd valószínűleg Nagytétény táborába helyezték (akkor Campona volt a neve). Itt ismerkedhetett meg Custával, az aquincumi kelta lánnyal, akitől három gyermeke született. Amikor szolgálati ideje letelt, hazatért boius szülőföldjére és letelepedett a boius vidék virágzó, nagy városában. Carnuntumban (ma Deutsch-Altenburg). Itt került elő sok száz év múlva elbocsátó okirata. Mivel bajtársai közül többen korábban meghaltak, és sírkövet állíttattak maguknak ott, ahol a csapat éppen állomásozott, a sírkövek alapján nyomon tudjuk követni a csapat történetét, s így nagy vonalakban megrajzolhatjuk Nertomarus és családja történetét is.
A barbár csengésű Nertomarus név még elárulta, hogy viselője nem volt római. A gyerekek azonban már hangzatos latin neveket kaptak: Victor: „Győző”, Propinquus: „Rokon", Bella: „Szép”. Érdekes, hogy a Bella név megtalálható a kelta nyelvben is. Sokszor előfordult, hogy olyan latin nevet választottak, amely anyanyelvük valamelyik nevére hasonlított. A trákok egyik kedvelt személyneve például a Bitos volt: sok trák ezért a Vitalis latin nevet választotta, amelynek nemcsak szerencsét hozó értelme volt („Életerős”), hanem a Bit tőre is emlékeztetett. A keltáknál sok név kezdődött Mak, Mag tővel. Nertomarus apósa talán éppen ezért viselte a Magnus („Nagy”) latin nevet.
Nertomarus megkapta gyermekeivel együtt a római polgárjogot. Mivel az adományozó császár Traianus volt, családi névként az ő családi nevét kellett felvenniük. Így, bár az okirat nem szól róla, biztosan tudjuk, hogy Nertomarus fiainak mi volt a teljes római neve: Marcus Ulpius Victor, Marcus Ulpius Propinquus. A lány neve Ulpia Bella lett, a nők ugyanis csak két nevet viseltek.

## Forrás
- Évezredek hétköznapjai. (Szerk. Szombathy Viktor. Ill. László Gyula.) Bp. 1973, (Panoráma). 380. [3] 1. 19 cm.
- http://encyclopedie.arbre-celtique.com/nertomarus-3533.htm